# Macrostemum auriferum
Macrostemum auriferum là một loài Trichoptera trong họ Hydropsychidae. Chúng phân bố ở miền Australasia.